# Acanthoscelides ephippiatus
Acanthoscelides ephippiatus là một loài bọ cánh cứng trong họ Bruchidae. Loài này được Steinheil miêu tả khoa học năm 1873.